# Minivestido

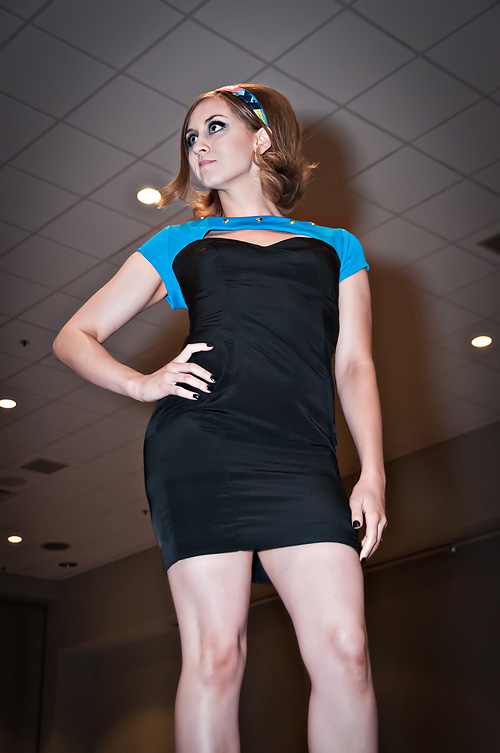
Chica usando un minivestido ajustado.

Se llama minivestido a un vestido muy corto que deja ver la mayor parte del muslo. 
Los minivestidos estuvieron de moda en las décadas de 1980 y 1990 pero posteriormente, fueron desterrados de la moda durante muchos años. A finales de la década de los 2000, han recobrado protagonismo.
Los minivestidos muestran la pierna en toda su longitud. Pueden ser sueltos, tipo camisola o blusón o con diseño tipo burbuja o globo. Los vestidos con cinturón consiguen perfilar la figura acentuando la cintura si se emplea como complemento un cinturón ancho. La opción más elegante es la que se utiliza combinándolo con un blazer y con zapatos de tacón alto. En ocasiones, las presentadoras de televisión pueden usar esta combinación.
Aunque por su ligereza, los minivestidos están indicados para temporadas cálidas como primavera y verano, algunos diseñadores también las presentan en las colecciones otoño-invierno. En este caso, para protegerse del frío se deben combinar con leggins o medias tupidas o bien cubrirlos con abrigos largos en las salidas al exterior.